# Asterometra cristata
Asterometra cristata is een haarster uit de familie Asterometridae.
De wetenschappelijke naam van de soort werd in 1911 gepubliceerd door Austin Hobart Clark.